# Camille Souter
Camille Souter HRHA, właśc. Betty Pamela Holmes (ur. w  1929 w Northampton, zm. 3 marca 2023) – irlandzka malarka pochodzenia angielskiego, uhonorowana przez Aosdána tytułem Saoi (2009).

## Życiorys
Urodzona w Anglii, we wczesnym dzieciństwie wraz z rodziną przeniosła się do Irlandii Wychowywała się w Glenageary, w pobliżu Dún Laoghaire-Rathdown. W 1948 wyjechała na studia do Londynu. Studiowała pielęgniarstwo w londyńskim szpitalu klinicznym Guy′s Hospital, gdzie zaraziła się gruźlicą. W czasie rekonwalescencji zaczęła malować, a po ukończeniu studiów pielęgnierskich zdecydowała się całkowicie poświęcić sztuce. W 1951 poślubiła Gordona Soutera, aktora teatru Old Vic, który nazywał ją Camille, nawiązując do chorej na gruźlicę bohaterki Damy kameliowej Alexandra Dumasa.
W 1956 miała swoje pierwsze wystawy indywidualne w dublińskich restauracjach i londyńskich galeriach. Regularnie jeździła do Włoch na plenery malarskie. W 1958 uzyskała włoskie stypendium rządowe i przez rok pracowała we Włoszech. W 1959 zamieszkała na irlandzkiej wyspie Achill i zaczęła intensywnie eksperymentować z nietypowymi technikami malarskimi i materiałami takimi, jak emalia i ciekłe aluminium (London Again, 1958; Achill Rocks and Reflections, 1959). W 1961 wyszła ponownie za mąż za rzeźbiarza Franka Morrisa, oboje osiedlili się na farmie w Calary Bog, w  hrabstwie Wicklow i doczekali się pięcioro dzieci. Od początku lat osiemdziesiątych pracowała w Shannon Industrial Estate. Obecnie mieszka i pracuje w Dublinie, ale większość czasu spędza na wyspie Achill.
Souter jest honorowym członkiem Royal Hibernian Academy i członkiem stowarzyszenia irlandzkich twórców Aosdána. 24 listopada 2009 Prezydent Irlandii Mary McAleese nadała jej prestiżowy tytuł  Saoi.

## Twórczość
Wczesne prace Souter wykazują silny wpływ europejskiego taszyzmu i amerykańskiego ekspresjonizmu abstrakcyjnego, zwłaszcza linearnego stylu Jacka B. Yeatsa, Paula Klee i Jacksona Pollocka . Jednak mimo ostrych zestawień kolorystycznych i niegeometrycznych przedstawień, opisowość jej tytułów wskazuje na zamierzony związek z otaczającą rzeczywistością . 
W pierwszej połowie lat 60. Souter zaczęła odchodzić od ekspresyjności i eksperymentów z abstrakcją na rzecz wyciszonych barwnie olejnych pejzaży w stylu quasi-impresjonistycznym , kompozycji z graficznymi elementami figuratywnymi i ascetycznych martwych natur z przedmiotami codziennego użytku (Achill Inland, ok. 1960; Iron Gates, 1962; Pregnancy, 1963) . Tematyka jej prac zmieniła się gwałtownie po śmierci jej drugiego męża w 1971. Swój ból i żałobę wyrażała malując rzeźnie, mięso, martwe ryby (Hanging Meat with Cow's Heart, 1972; Ray, 1976).
Artystka ma tendencję do malowania w seriach, m.in. Shannon series (ewokacja latania), Meat series, Circus series, cykl poświęcony wojnie w Zatoce Perskiej. Jej prace są zwykle niedużych rozmiarów, malowane techniką olejną na papierze.
Obrazy Souter są eksponowane we wszystkich czołowych galeriach sztuki irlandzkiej, m.in. w Irish Museum of Modern Art (Dublin), Hugh Lane Municipal Gallery of Modern Art (Dublin), Ulster Museum (Belfast), Crawford Municipal Gallery (Cork), Irish Arts Council (Dublin).

## Nagrody
- 1973 Landscape Award na Oireachtas Exhibition
- 1975 Gainey Award (wspólnie z Patrickiem Collinsem)
- 1977 Grand Prix Interantional de l’Art Contemporain de Monte Carlo
- 1978 I nagroda na Claremorris Exhibition

## Wystawy
- II Biennale de Paris (1961) – Souter reprezentowała Irlandię[10]
- Douglas Hyde Gallery, Dublin (1980) – indywidualna, retrospektywna
- Irish Exhibition of Living Art – zbiorowa
- Royal Hibernian Academy Annual – zbiorowa
- Independent Artists – zbiorowa
- Oireachtas Exhibition – zbiorowa